# Nervenbeisser
Nervenbeisser ist eine 2001 gegründete Neue-Deutsche-Härte-Band aus Gau-Odernheim.

## Geschichte
Im Jahre 2001 wurde die Band Nervenbeisser von Sänger und Komponist Olaf Seider und dem Gitarristen, Songwriter und Produzenten Walter Stobbe gegründet. Olaf Seider war bereits 1993–1995 mit seinem Soloprojekt, unter dem er 3 MCs veröffentlichte und seinem zweiten Projekt Azreal, welche sich beide im musikalischen Umfeld des Industrials bewegten, in Erscheinung getreten. Noch 2001 erschien die Demo Nervenbeisser. 2002 veröffentlichten Nervenbeisser die EP Feuerteufel in Eigenregie. Das Label Goodlife Records wurde auf die Band aufmerksam und nahm Nervenbeisser unter Vertrag. Einige Monate später (2003) erschien die EP Bondage unter diesem Label. Im Rahmen dieser Veröffentlichung kam es zu einer Zusammenarbeit mit Agathodaimon, die EP beinhaltet daher auch 2 Coverversionen der Mainzer Dark-Metal-Band. Nebst der EP Veröffentlichung steuerte Nervenbeisser mehrere Songs zu der Hörspielproduktion Mystery & Crime – Folge 1 „die Cthulhu Sekte“ bei. Aufgrund positiver Resonanzen erhielt Nervenbeisser einen Vertrag bei dem Label ZYX Music. 2004 begab sich Nervenbeisser zum Mastern in das Mastering Studio MSM in München und veröffentlichte kurze Zeit später das Album Geschlechterschlacht.
Im gleichen Jahr landete der Albumtitel Rosenkrieg auf dem mexikanischen Sampler Apocalipsyche. Außerdem erschien im mexikanischen Gothic-Magazin Taladro ein Bericht über Nervenbeisser. Das Album Geschlechterschlacht erlangte weltweit positive Kritiken. Dessen ungeachtet fühlte sich die Band von ihrem Label ZYX Music nicht ausreichend unterstützt, da dort zeitgleich die ersten Eisbrecher-Produktionen veröffentlicht wurden und ZYX Music die Band nicht mehr unterstützen wollte. Von der Zusammenarbeit enttäuscht trennte man sich von ZYX Music und beide Musiker entschieden sich vorerst eigene musikalische Wege einzuschlagen.
Olaf Seider veröffentlichte 2009 das Soloalbum Zeitenwandel unter dem Namen O.S.C (Olaf Seider Coincidence). Das Album wurde bei dem Schwarzen-Szene-Label Danse Macabre Records veröffentlicht. An diesem Album wirkte Walter Stobbe auch als Co-Produzent und teilweise als Songwriter mit. Für 2012 war die Veröffentlichung des Nachfolgers von Zeitenwandel bereits geplant, welcher aber aus gesundheitlichen Gründen von Olaf Seider nicht vollendet und veröffentlicht wurde. Walter Stobbe gründete 2007 eine Metal Crossover-Band namens Real Keepers. Mit dieser Band veröffentlichte er auf diversen Indie-Labels drei CDs und spielte deutschlandweit live in wechselnden Line-Ups. 2013 löste sich die Band aufgrund unüberbrückbarer Differenzen auf. Im Sommer 2014 entschieden sich Seider und Stobbe das Projekt Nervenbeisser wiederzubeleben und es kam zu einer Reunion. Nervenbeisser veröffentlichte im Februar 2015 ein limitiertes Album mit dem Titel Bondage 2, welches lediglich bei Konzerten und über Facebook verkauft wird. Im Juni 2015 unterschrieb die Band einen neuen Vertrag mit Danse Macabre Records und veröffentlichte daraufhin am 31. Juli 2015 das Album "Geschlechterschlacht" als Rerelease in stark überarbeiteter Form. Wieder erhielt das Album positive Kritiken. Im Juni 2015 kam es zu einer Zusammenarbeit mit der Management- und Booking-Agentur Anubis Artist Service.
Von September bis Dezember 2015 folgte eine Deutschland-Tour als Support für die Band Stahlmann. Anfang 2016 zog sich das Duo in ihr Studio zurück, arbeitete an neuen Liedern und wartete auf das Ergebnis der Management-Arbeit, um ihre Ergebnisse zu präsentieren. Am 14. Mai 2016 spielte Nervenbeisser eine Support-Show mit Heldmaschine. Danach wurde es bis Juni 2017 ruhig um die Band. Obwohl ihr Management noch eine kleine Tour organisiert hatte, beschloss man die Zusammenarbeit zu beenden. Nervenbeisser spielte im Oktober 2017 auf der Herbststurm Tour eine Double-Headliner Tour zusammen mit Hemesath.
Das Album Zeitenwandel aus dem Jahr 2009 wurde im Oktober 2017 sehr stark überarbeitet und mit drei neuen Bonusliedern versehen über Echozone veröffentlicht. Nach einer Frühjahrstour 2018, als Support für die Band Crematory, begab sich Nervenbeisser wieder ins Studio, um ihr geplantes, drittes Album Der letzte Mensch fertigzustellen.
Im März 2019 tourte Nervenbeisser mit Oomph!. Die Auftritte wurden jedoch scharf kritisiert und als „peinlich“ beurteilt. Am 3. Juni gab Stobbe seinen Ausstieg aus dem Projekt aus privaten Gründen bekannt.

## Diskografie
- 2001: Nervenbeisser (Album, Eigenvertrieb)
- 2002: Feuerteufel (EP, Eigenvertrieb)
- 2003: Bondage (EP, Goodlife Records)
- 2004: Geschlechterschlacht (Album, ZYX Music)
- 2009: Zeitenwandel (Album, Eigenvertrieb, veröffentlicht als O.S.C.)
- 2015: Bondage 2 (Album, Eigenvertrieb)
- 2015: Geschlechterschlacht (Album, Danse Macabre; Neuaufnahme des 2004er Albums)
- 2017: Zeitenwandel (Album, Echozone / Bob Media; Neuaufnahme des 2009er Albums)
- 2018: Du gehst (Single, Echozone / Bob Media)
- 2019: Alles Gut (EP, Echozone / Bob Media)
- 2020: Holy Diver – A Tribute To Dio (EP, Echozone / Bob Media)

### Beiträge auf Samplern
- 2003: Apocalipsyche: A Dark Compilation (Lied: Rosenkrieg)
- 2015: Gothic Compilation Part LXIV (Lied: Meer der Flammen)
- 2015: Orkus! Compilation 105 (Lied: Mach Doch)
- 2015: Sonic Seducer Cold Hands Seduction – Vol. 171 (Lied: Du hast die Wahl)
- 2015: Orkus! Compilation 111 (Lied: Mach Doch)
- 2016: Gothic Compilation Part LXV (Lied: Deine Angst)
- 2017: Orkus! Compilation 126 (Lied: Du gehst)

## Musikvideos
- 2004: Nervenbeisser (Wiederveröffentlichung 2015 mit neuer Version)
- 2015: Deine Angst
- 2018: Du gehst (Regie: Rudolf Peter)
- 2018: Ein letztes Mal